# FC Politehnica Timișoara (2003-2011)
FC Politehnica Timișoara a fost un club de fotbal din România, fondat în 2003 și desființat în 2011. A jucat în ultimul sezon de existență, 2010-2011, în Liga a IV-a București, terminând pe locul al 3-lea, în sezonul 2008-09  Arhivat în 14 iunie 2012, la Wayback Machine..

## Istorie
În perioada 1999 - 2002, Claudio Zambon a finanțat ASFC Politehnica Timișoara, dar după neînțelegeri cu autoritățile locale decide stoparea finanțării, iar în 2003 înființează un nou club, SC Fotbal Club Politehnica Timișoara SA, acesta a fost înscris în campionatul județean Timiș, obținând astfel certificatul de identitate sportivă. Noul club a cumpărat de la Drăgășani dreptul de a evolua în Divizia C sezonul 2003 - 2004. Echipa nu a reușit nicio performanță pe plan sportiv, retrogradând în Liga a IV-a, dar s-a menținut în atenția mass-mediilor datorită litigiului, de lungă durată, dintre acesta și clubul din Timișoara.
În 2004, au avut loc tratative între Claudio Zambon și Marian Iancu pentru ca echipa finanțată de acesta, FCU Politehnica Timișoara, să preia palmaresul și culorile, dar Iancu renunță la intenția de a achiziționa tradiția de la echipa patronată de omul de afaceri italian. Zambon depune memoriu la FRF, care îi dă câștig de cauză echipei patronate de Iancu, FCU Politehnica, dar la recurs FC Politehnica va avea câștig de cauză.
În urma refuzului FCU Politehnicii de a renunța la utilizarea mărcii, culorilor și palmaresului, propietarul FC Politehnica, Claudio Zambon depune o plângere la Tribunalul de Arbitraj Sportiv, care în decembrie 2006 îi dă câștig acestuia. Echipa FCU Politehnica devine FC Politehnica Știința 1921 Timișoara și mai apoi la începutul sezonului 2008-2009 FC Timișoara.
În 2010 Universitatea Politehnica Timișoara dă în judecată clubul pentru folosirea ilegitimă a mărcii Politehnica Timișoara, marcă înregistrată de universitate la Oficiul de Stat pentru Invenții și Mărci, clubul pierde procesul și dreptul de a folosi denumirea.
În februarie 2011, Curtea de Apel București a decis că SC Fotbal Club Politehnica Timișoara SA, societatea la care Zambon era acționar, nu a intrat la data înființării sale în posesia mărcii, culorilor și a palmaresului clubului, acestea rămânând în proprietatea Asociației Fotbal Club Politehnica Timișoara, condusă de Marian Iancu. În motivarea deciziei se precizează că Asociația Fotbal Club Politehnica Timișoara nu a operat nicio transmitere a patrimoniului către societatea pe acțiuni deținută de Claudio Zambon și că a continuat să existe și să funcționeze chiar după întocmirea actului constitutiv al societății pe acțiuni.
În martie 2011, după două neprogramări consecutive în Liga a IV-a București, echipa a fost exclusă din toate competițiile. Claudio Zambon și-a retras sprijinul financiar, după ce societatea a pierdut palmaresul și culorile în dauna formației FC Politehnica Timișoara Condusă de Marian Iancu. 

## Palmares
| Sezon     | Competiția | Loc | Pct | M  | Victorii | Egaluri | Înfrângeri | GM | GP | Ref.  |
| --------- | ---------- | --- | --- | -- | -------- | ------- | ---------- | -- | -- | ----- |
| 2003-2004 | Divizia C  | 1   | 49  | 24 | 16       | 1       | 7          | 43 | 24 | [ 5 ] |